# Urban Klieber
Urban Klieber (* 22. April 1741 in Telfs; † 25. März 1803 in Innsbruck) war ein österreichischer Bildhauer.

## Leben
Klieber machte zunächst eine Lehre beim Bildhauer Johann Reindl im Stift Stams, ging dann nach Augsburg und anschließend nach Wien, wo er bei Jakob Christoph Schletterer an der k.k. Akademie studierte. Danach ließ er sich in Innsbruck nieder und wurde zum Hofbildhauer ernannt. Er schuf Statuen und Altäre aus Holz und Marmor im klassizistischen Stil für Kirchen im Raum Innsbruck. Sein Sohn Josef Klieber lernte bei ihm und war ebenfalls als Bildhauer tätig.

## Werke

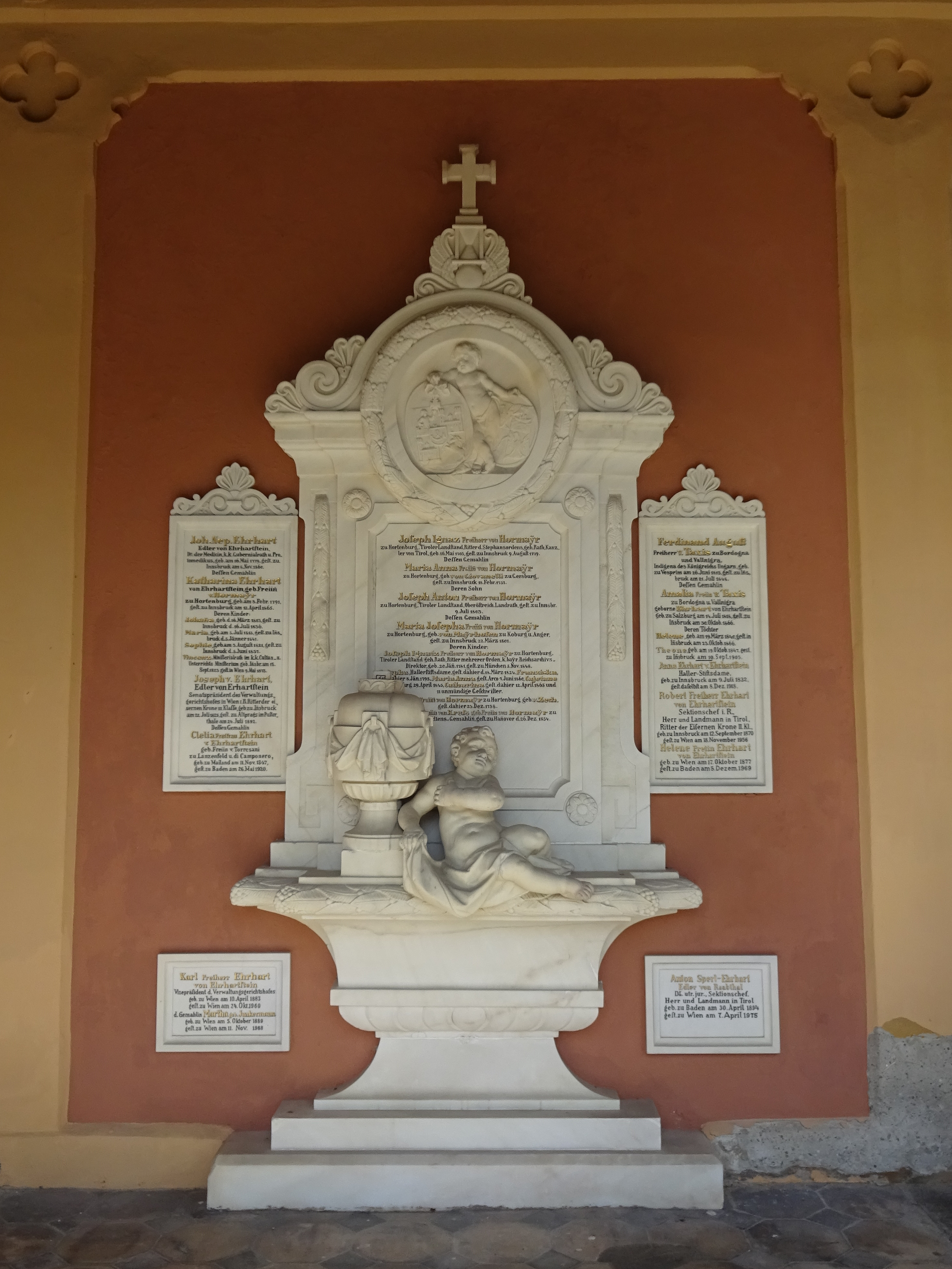
Hormayr’sches Grabmal

- Statuen der hll. Helena und Maria Magdalena, Pfarrkirche Sistrans, um 1775[3]
- Hormayr’sches Grabmal, heute am Westfriedhof, Innsbruck, um 1780
- Statuen des Hochaltars und der Seitenaltäre, Kanzel, Mariahilfkirche, Innsbruck, um 1785/90
- Altar in der Schlosskapelle der Weiherburg
- Statue des hl. Sebastian, Dekanatspfarrkirche Telfs
- Statue der Maria Immaculata, Marienbrunnen, Telfs (zugeschrieben)[1]
- Chorgestühl, Stiftskirche Wilten, 1791[4]